# Until My Last Breath
Until My Last Breath è un singolo della cantante finlandese Tarja Turunen, pubblicato nel 2010 ed estratto dall'album What Lies Beneath.

## Video musicali
Dal singolo sono stati tratti due video. Il primo video è stato girato in Islanda. Il secondo è incentrato su Michael Jackson e ha come ospite l'anchorman finlandese Arvi Lind.
Altri video del brano sono tratti da esecuzioni dal vivo. Uno è stato eseguito nei Metropolis Studios di Londra. Uno è tratto dalla data Italiana del tour di Tarja 2018, presso il Teatro della Luna a Milano, ed è contenuto nell'album con DVD Act II.
Nel 2021, è stata pubblicata su YouTube una versione eseguita da Tarja insieme ai Steve’n’Seagulls.

## Tracce
Edizione internazionale
1. Until My Last Breath (Single Version) – 3:48
2. If You Believe (Piano Version) – 4:13